# 루이즈 로
루이즈 로(Louise Roe, 1981년 12월 3일 ~ )는 잉글랜드의 사회자, 패션 언론인이다.